# زمین (فیلم ۲۰۱۵)
زمین (به تامیلی: Bhooloham) یا جهان (به انگلیسی: World) فیلمی هندی محصول سال ۲۰۱۵ و به کارگردانی ان. کالیانکریشنان است. در این فیلم بازیگرانی همچون جایام راوی، ناتان جونز، پراکاش راج، تریشا، موکش ریشی، چامس و اوپندرا راو ایفای نقش کرده‌اند.